# 佐藤みのり
佐藤 みのり（さとう みのり、1985年10月19日 ）は、日本の弁護士。佐藤みのり法律事務所代表弁護士。神奈川県弁護士会所属（登録番号：48812、登録年度：2013年）。オスカープロモーションを経て、エクステンション所属。

## 略歴
横浜市生まれ。公立の小学校、中学校を卒業。中学生のとき、友達の非行に直面し、少年事件に携わりたいとの思いから、弁護士を志す。
地元の神奈川県立希望ヶ丘高校に入学。現役で慶應義塾大学法学部政治学科に入学し、首席で卒業。その後、慶應義塾大学法科大学院修了後、初めて受けた司法試験で合格（2012年）。
大渕愛子弁護士が代表を務めるアムール法律事務所での勤務を経て、2015年佐藤みのり法律事務所開設。
慶應義塾大学大学院法務研究科で助教を務める（2018～2023年）。担当科目は憲法。
主な取扱領域は、子どもの権利、学校トラブル、離婚、遺言・相続、セクハラ・パワハラなど。
神奈川県弁護士会広報委員会、神奈川県弁護士会子どもの権利委員会に所属。
神奈川県いじめ防止対策調査会委員、酒田市いじめ重大事態再調査委員、横浜市学校保健審議会委員、日弁連社会科見学講師、いじめ予防授業講師などを務める。
デジタルハリウッド大学で非常勤講師を務める。担当科目は法の起源と現代社会に生きる法律。

## 人物
テレビ番組やブログで結婚したこと、潔癖症であることを公表している。

## 出演番組

### テレビ
- ワイド!スクランブル サタデー(テレビ朝日、2025年4月 - レギュラー)
- みのもんたのよるバズ!（AbemaTV、2016年4月 - 準レギュラー）
- ニュース女子（TOKYO MX、2016年5月-不定期出演）
- あさパラS（読売テレビ、2023年3月-不定期出演）

### 雑誌
- ビジネス・リサーチ（企業研究会）「弁護士と考える、労働環境の整え方」（2017年1月 -連載 ）[13]
- 企業実務(日本実業出版社)「これってハラスメント？〜判例から読む、セクハラ・パワハラ…の境界線」(2020年4月-連載)[14]

## 著書
- 『超難関校に「独学で合格」』（マガジンランド社、2015年6月）ISBN 978-4-86546-061-2
- 『夫の死後、お墓・義父母の問題をスッキリさせる本』（日本実業出版社、2018年10月、共著） ISBN 978-4-534-05629-0
- 『超難関校も突破できる勉強法! ! “自己流"こそが最大の武器〜合格が欲しければ自分を知れ〜（ML新書）』 (マガジンランド社、2019年2月)  ISBN 978-4-86546-215-9
- 『トピックから考える日本国憲法』（北大路書房、2023年3月、共著）ISBN 978-4762832178
- 『21の物語から考える法学入門』（北大路書房、2023年10月）ISBN 978-4762832369